# Nguyễn Thanh Nhàn
Nguyễn Thanh Nhàn (Tây Ninh, 28 de julio de 2003) es un futbolista vietnamita que juega en la demarcación de extremo para el PVF-CAND FC de la V.League 2.

## Selección nacional
Tras jugar en varias categorías inferiores de la selección, finalmente hizo su debut con la selección absoluta de Vietnam el 21 de noviembre de 2023 en un encuentro de clasificación para la Copa Mundial de Fútbol de 2026 contra Irak que finalizó con un resultado de 0-1 a favor del combinado iraquí tras un gol de Mohanad Ali.

## Clubes
| Club        | País    | Año   | Partidos | Goles |
| ----------- | ------- | ----- | -------- | ----- |
| PVF-CAND FC | Vietnam | 2022- | 61       | 28    |